# Ports puniques de Carthage
Vous lisez un « bon article » labellisé en 2008.

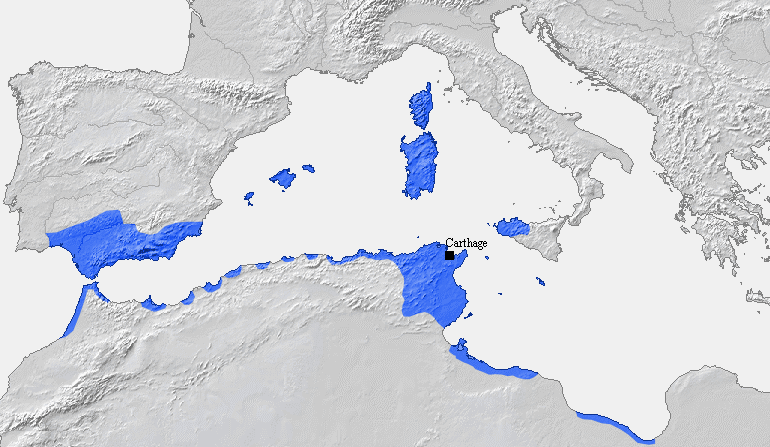
Empire de Carthage avant la première guerre punique.

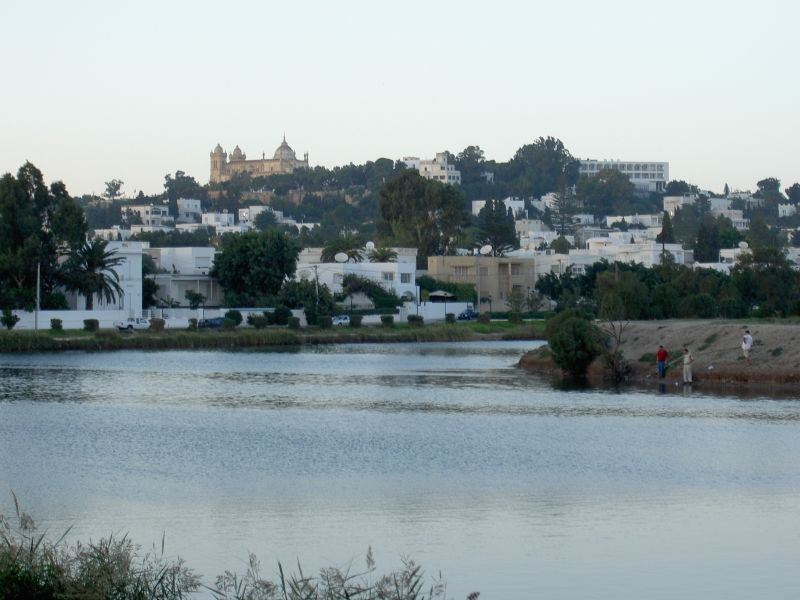
Lagune du port militaire dominée par la cathédrale Saint-Louis de Carthage.

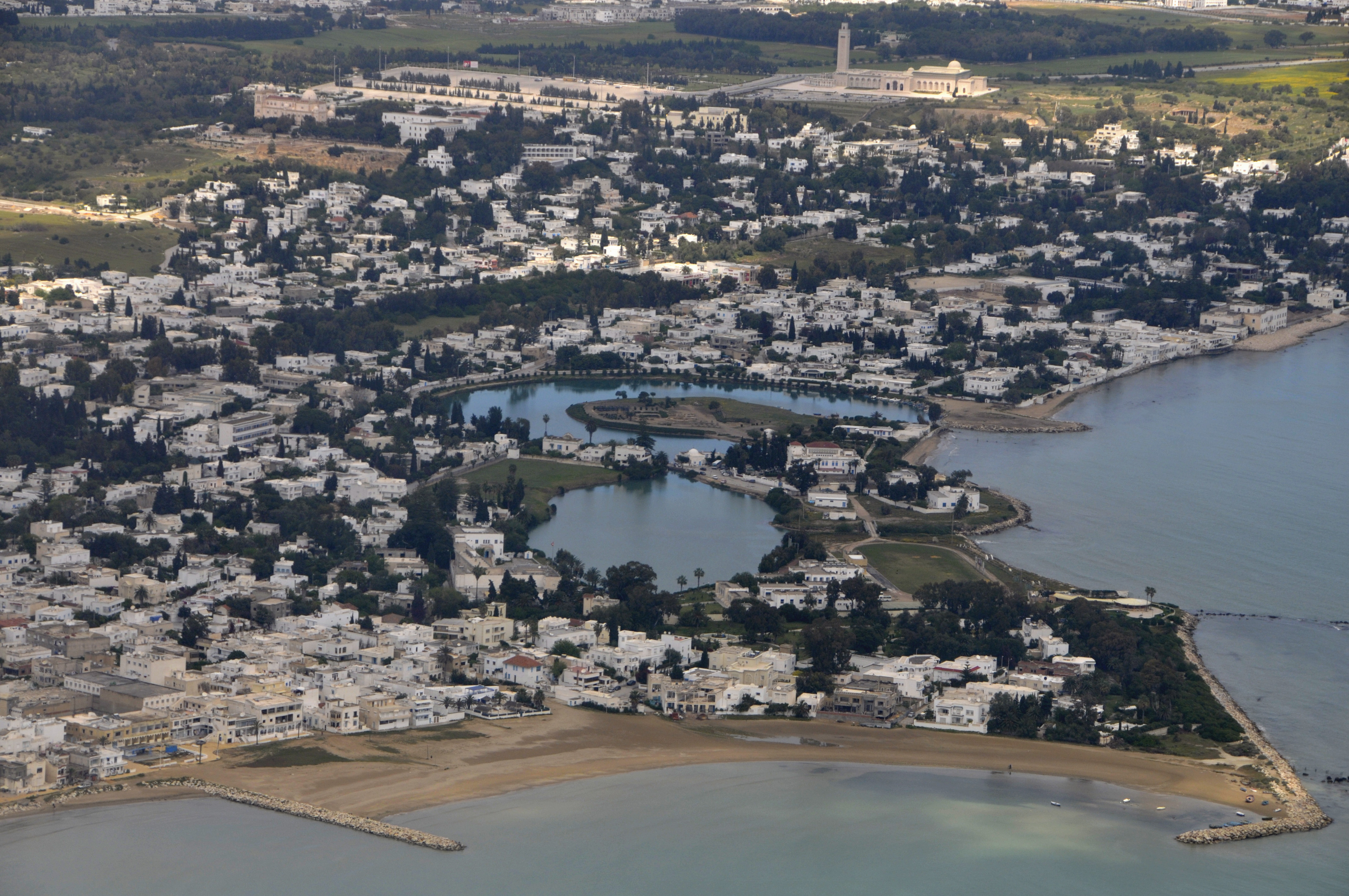
Vue aérienne du site des lagunes dites port militaire et port commercial, avec au premier plan à droite le quadrilatère de Falbe et à l'arrière-plan la mosquée Mâlik ibn Anas.

Les ports puniques de Carthage désignent les installations portuaires de la cité antique située sur le territoire de l'actuelle Tunisie.
Durant l'Antiquité, la cité phénicienne puis punique de Carthage est souvent qualifiée d'« empire de la mer » en raison de la nature de sa puissance : une thalassocratie d'abord fondée sur la prééminence de son commerce maritime, trait commun à de nombreuses cités du bassin méditerranéen comme le rappelle Serge Lancel « maintes cités du monde antique [ayant] vécu pour et par la mer ».
Produit d'une colonisation orientale, Carthage ou Qart Hadasht (Nouvelle Ville) tire ses origines de Tyr, comme le raconte la légende de Didon, et voit le jour en 814 av. J.-C. selon la date la plus communément admise. Elle n'est pas la première colonie phénicienne sur la côte africaine puisque Utique est fondée vers 1100 av. J.-C.. Dès lors, Carthage a largement essaimé dans le bassin occidental de la mer Méditerranée, ne développant son « hinterland » africain qu'à la fin de sa période de domination punique. Par son identité, Carthage est un point d'ancrage entre les deux bassins de la Méditerranée : le bassin oriental, berceau de l'univers phénicien, et le bassin occidental, espace de son expansion et de sa chute.
Les ports d'une telle cité, traits d'union avec l'extérieur, revêtent une importance fondamentale. La source écrite essentielle dont disposent les historiens et les archéologues est la description qu'en a faite l'historien grec Appien au IIe siècle. Elle ne permet cependant pas de les localiser de façon certaine et il fallut attendre l'archéologie moderne, en particulier les fouilles effectuées à l'occasion de la campagne internationale de l'Organisation des Nations unies pour l'éducation, la science et la culture qui débuta dans les années 1970, pour clore le débat en prouvant l'identification des deux lagunes du quartier de Salammbô comme une partie des ports antiques, du moins dans leur état final.

## Sources et problématique de la localisation

### Ports dans les cités phéniciennes

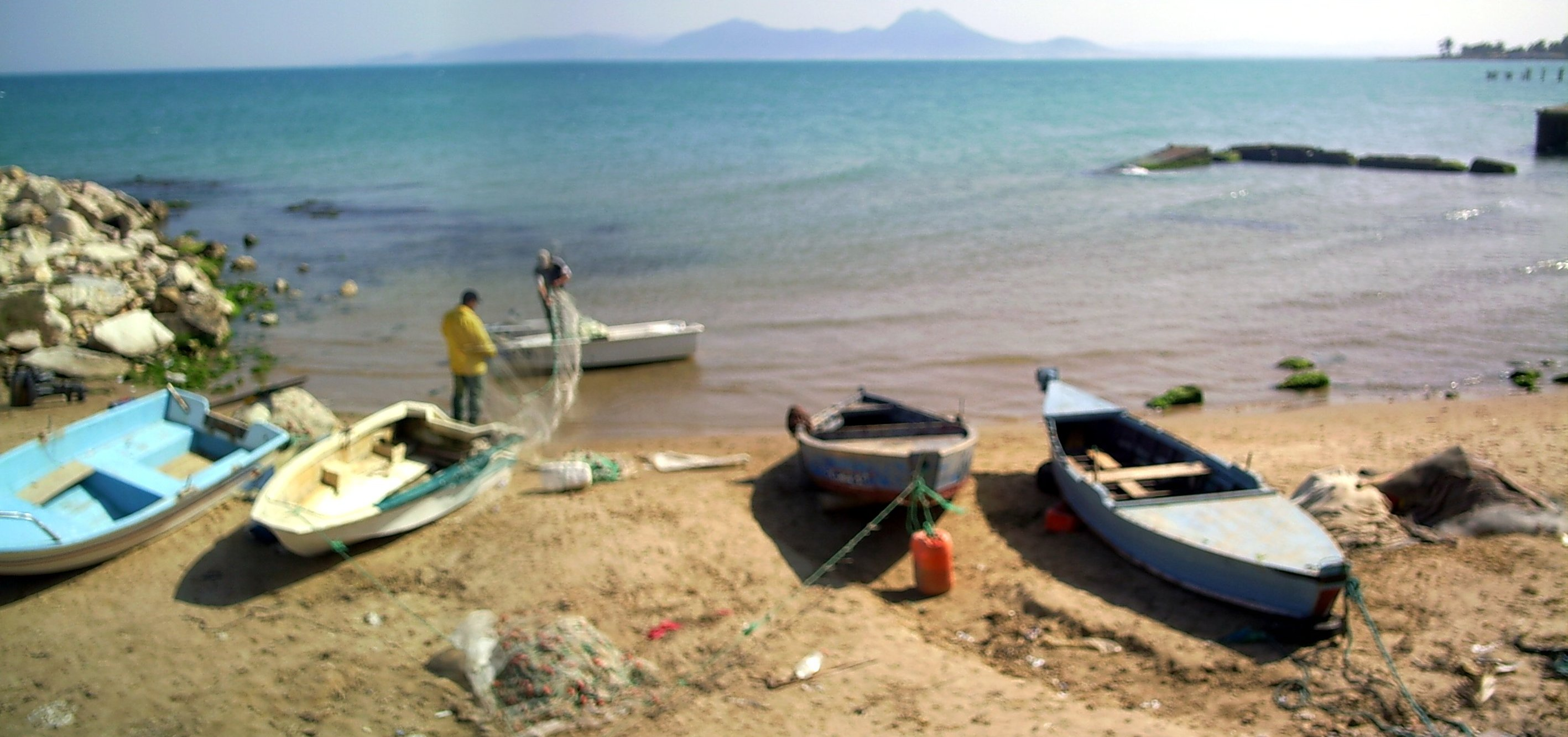
Rivage actuel de Carthage.

Quand ils sélectionnaient le site de l'une de leurs futures colonies, les Phéniciens s'appuyaient sur plusieurs critères précis dont un accès aisé pour leurs navires : le futur port devait être orienté de façon à entraver les vents contraires à la navigation. À cette fin, le choix de la proximité de caps était particulièrement judicieux. De plus, le site d'installation devait offrir par sa configuration physique une défense aisée, les arrivants n'ayant qu'à en accentuer les défenses naturelles pour assurer sa sécurité.
Le site de Carthage répond à cette double exigence, les sites de mouillage étant protégés par le promontoire de Sidi Bou Saïd, la ville stricto sensu se situant hors de sa façade maritime, entre deux étendues d'eau (actuels lac de Tunis et sebkha Ariana), et son accès depuis l'intérieur des terres étant barré par une succession de collines formant une ligne de défense naturelle.

### Localisation des ports de Carthage

Localisation des ports puniques au sud de Carthage (no 22 à 24).

La question de la localisation des ports de Carthage a été l'une des questions les plus discutées de l'historiographie punique. Par la seule observation des lieux, les deux lagunes actuelles — l'une circulaire et l'autre rectangulaire —, reliées toutes deux par un mince cordon et identifiées par Chateaubriand comme les ports de Carthage dès le début du XIXe siècle, ne pouvaient pas dans l'esprit des historiens de l'époque être les ports ayant abrité la flotte de la « meilleure ennemie » de Rome. Les fouilles récentes — américaines près de la lagune rectangulaire et britanniques dans la lagune circulaire — effectuées dans le secteur à l'occasion de la campagne internationale de l'Organisation des Nations unies pour l'éducation, la science et la culture ont confirmé l'origine punique des lagunes avec une datation au IIe siècle av. J.-C.. Celle-ci a été rendue possible par la découverte de tessons de céramique, en particulier dans les fouilles des cales de radoub.
Le premier port, utilisé durant la majeure partie des cinq premiers siècles de l'histoire punique de la ville, reste à localiser. On n'en sait pas grand-chose si ce n'est qu'on ne peut le situer à l'emplacement des lagunes. En effet, durant les deux premiers siècles de l'existence de la cité, il n'y avait pas d'aménagement portuaire à Carthage, tout comme dans les autres colonies phéniciennes de cette époque, mais un simple endroit où les bateaux devaient être tirés au sec.

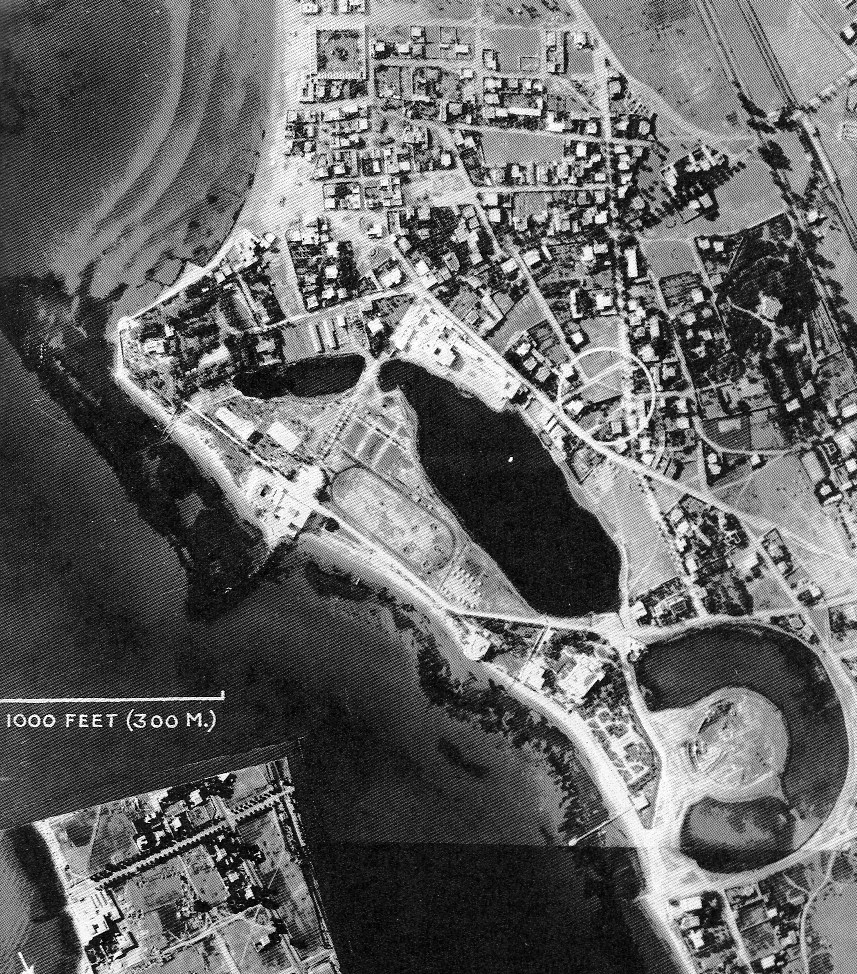
Vue aérienne du site des ports puniques.

De tels emplacements n'ont donc pas laissé de traces visibles du fait des aménagements ultérieurs ou de changements radicaux dans la situation des lieux. Or, le site de Carthage a vu sa ligne de rivage évoluer : un processus de poldérisation a été à l'œuvre pendant des siècles durant l'Antiquité, une action humaine couplée au transport de sédiments provenant de la Medjerda et échouant ici par le fait des courants marins. Les fouilles américaines ont fait apparaître que le secteur du port commercial et du tophet de Salammbô était sans doute insalubre à l'époque. Par conséquent, le secteur du port primitif n'y est probablement pas situé.
Les archéologues ont découvert les traces d'un ancien chenal utilisé jusqu'à son ensablement au IVe siècle av. J.-C. Le chenal aménagé en s'appuyant sur un pli naturel du terrain peut être parcouru sur environ 400 mètres. Certains historiens ont d'ailleurs suggéré une liaison de ce chenal avec le lac de Tunis de par la similarité des sédiments retrouvés. Serge Lancel a également noté que le niveau du lac de Tunis était nettement plus élevé durant l'Antiquité et situe ses berges comme un lieu probable de havre à l'époque la plus ancienne de la cité. Dans cette hypothèse, le chenal aurait été une « ligne de pénétration » vers la cité alors que l'existence d'un second chenal parallèle au premier est supposée. À proximité de cet aménagement se seraient tenus des chantiers navals, des hangars, des magasins et des temples, cet ensemble constituant ce que l'on appelle « emporion ». Il faut aussi remarquer que, de par la nature de la civilisation punique et l'importance de sa relation à la mer, le centre politique de la cité, l'agora, ne pouvait se trouver très loin de son centre économique. L'hypothèse a donc été émise que le chenal ne servait pas à la navigation mais à l'assèchement d'une zone particulièrement hostile à la présence humaine.
La localisation du tophet de Salammbô à proximité immédiate de la cité, dès le début de l'occupation phénicienne du site, aurait été un signe de cette hostilité, des traces du VIIIe siècle av. J.-C. y ayant été découvertes. Les spécialistes se sont donc affrontés de façon véhémente sur cette localisation des ports primitifs de Carthage. Par analogie avec d'autres sites et en prenant en compte la nécessité d'éviter les vents défavorables venant du nord-est, on a situé le premier port aux environs de la zone des thermes d'Antonin plus au nord ou vers la zone du Kram plus au sud. Le dernier état des connaissances laisse pencher la balance vers l'hypothèse du premier site, d'autant qu'il est établi que les thermes d'Antonin furent bâtis sur une zone gagnée sur la mer. Cet espace aurait pu être le siège du port primitif. Pourtant, certains historiens ont fixé la localisation de ce port primitif près de l'actuel village de Sidi Bou Saïd en raison de sa position stratégique à proximité du cap, élément géographique déterminant aux yeux des Phéniciens. D'autres, à l'instar de Serge Lancel, ont avancé l'hypothèse d'éléments portuaires placés dans le lac de Tunis, moins ensablé durant l'Antiquité que de nos jours. Serge Lancel a également évoqué La Marsa, dont le nom signifie « port », en dépit de l'éloignement relatif de la cité punique (distante de trois kilomètres) mais de la proximité immédiate du quartier de Mégara.
Pour apporter une réponse à cette problématique, il s'agit de confronter la principale source antique, le texte d'Appien, avec les structures dont des traces ont été retrouvées par les archéologues dès le XIXe siècle.

## Port militaire et port de commerce

### Description d'Appien
Au IIe siècle, le récit d'Appien se fonde sur un ouvrage de Polybe, qui avait assisté à la chute de la cité de Didon, texte qui ne nous est toutefois pas parvenu. Cette description est très importante même si ce document — c'est le propre des textes rares sur des sujets donnés, tout particulièrement en histoire ancienne — pose parfois davantage de questions qu'il n'apporte de réponses : 
« Les ports de Carthage étaient disposés de telle sorte que les navires passaient de l'un dans l'autre; de la mer, on pénétrait par une entrée, large de 70 pieds [environ 21 mètres], qui se fermait avec des chaînes de fer. Le premier port, réservé aux marchands, était pourvu d'amarres nombreuses et variées. Au milieu du port intérieur était une île. L'île et le port étaient bordés de grands quais. Tout le long de ces quais, il y avait des loges, faites pour contenir 220 vaisseaux, et, au-dessus des loges, des magasins pour les agrès. En avant de chaque loge s'élevaient deux colonnes ioniques qui donnaient à la circonférence du port et de l'île l'aspect d'un portique. Sur l'île on avait construit pour l'amiral un pavillon d'où partaient les signaux des trompettes et les appels des hérauts et d'où l'amiral exerçait sa surveillance. L'île était située en face de l'entrée et elle s'élevait fortement : ainsi l'amiral voyait ce qui se passait en mer tandis que ceux qui venaient du large ne pouvaient pas distinguer nettement l'intérieur du port. Même pour les marchands qui entraient sur leurs vaisseaux, les arsenaux restaient invisibles : ils étaient en effet entourés d'un double mur et de portes qui permettaient aux marchands de passer du premier port dans la ville sans qu'ils eussent à traverser les arsenaux. »

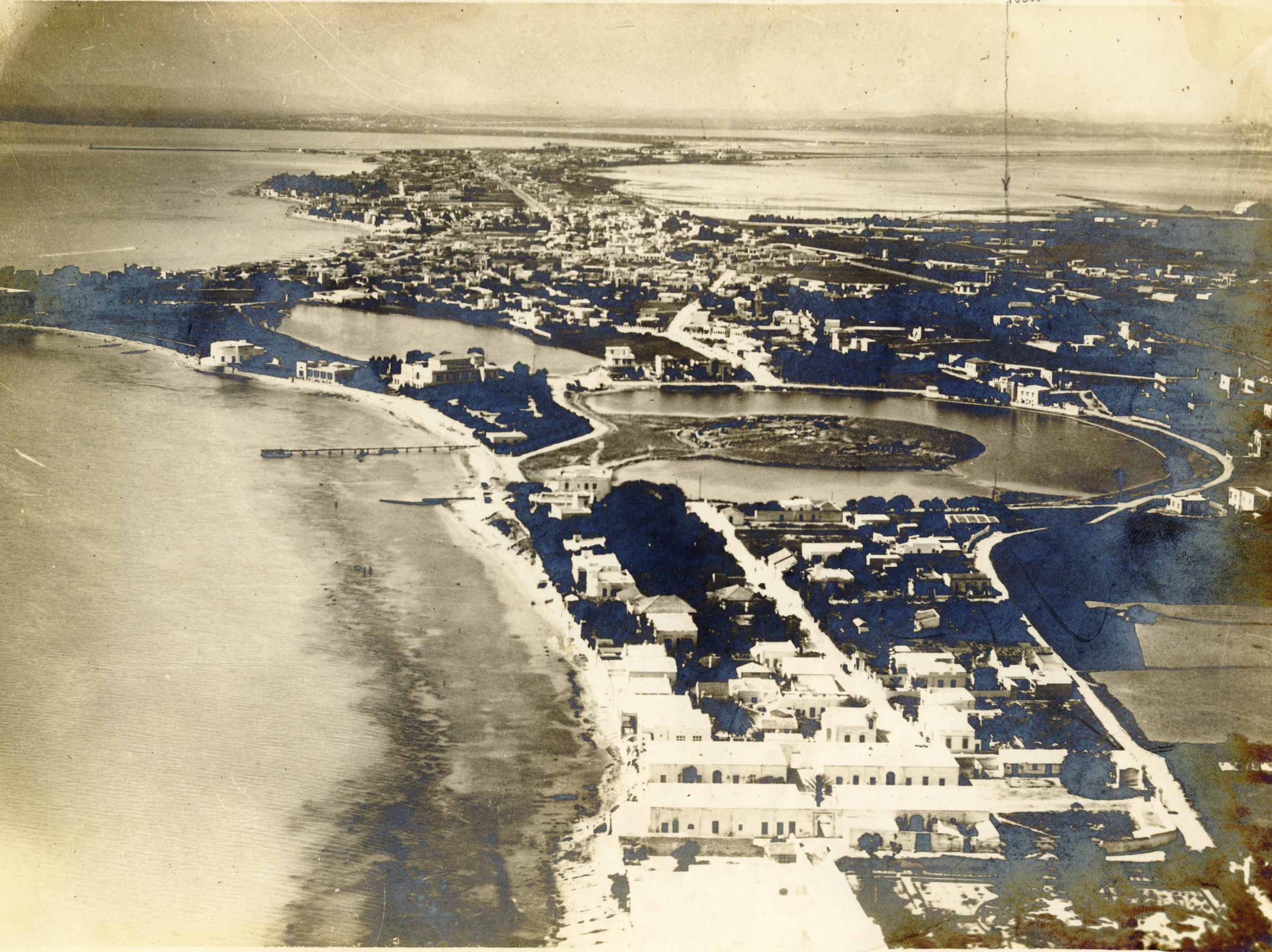
Aperçu du site des ports en 1922.

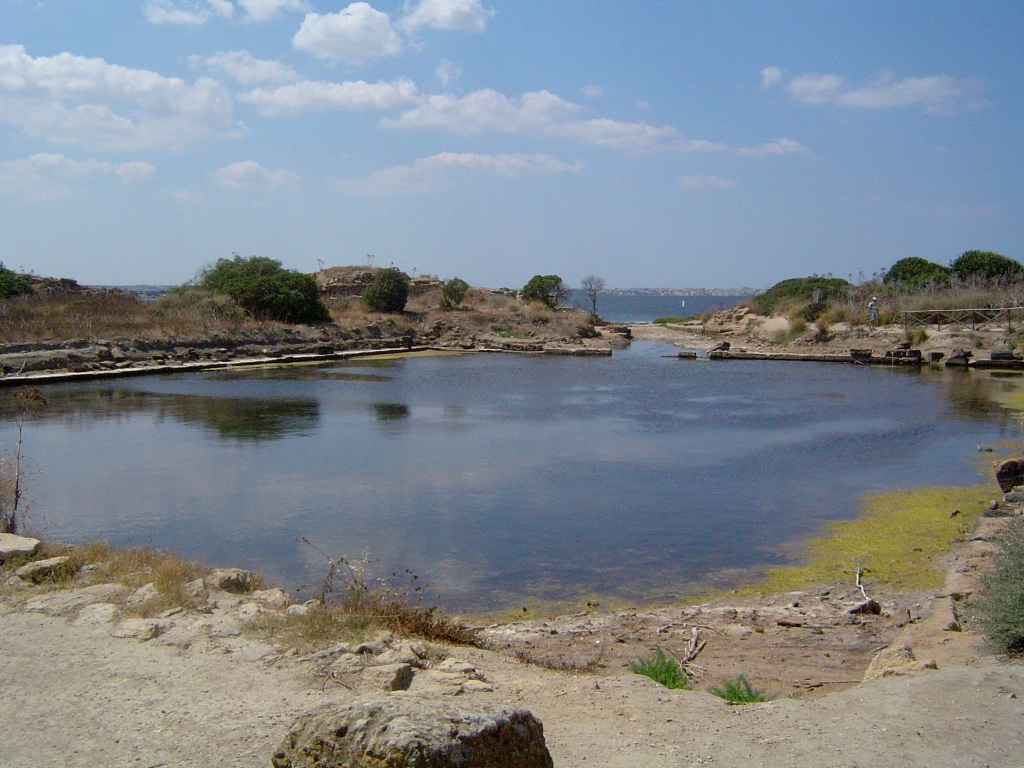
Aperçu du « cothon » de Motyé en Sicile.

Outre les deux bassins, entourés de fortifications, Appien cite une grande jetée et un vaste avant-port.
Le site actuel de la lagune circulaire couvre une superficie d'environ huit hectares, l'autre lagune mesurant environ le double. Un canal reliait le port de commerce à la mer et devait déboucher dans l'actuelle baie du Kram, et dont il n'existe plus aucune trace. Appien cite le terme de « cothon » pour nommer les ports, ce terme d'origine sémitique désignant un bassin artificiel creusé par la main de l'homme. De tels espaces sont relativement bien connus dans d'autres cités puniques comme à Motyé (Sicile) ou Mahdia (Tunisie). Strabon donne également des indications sur les ports de Carthage.
La tradition littéraire a pu être vérifiée par l'archéologie, les spécialistes ayant réalisé des maquettes reconstituant le site aux diverses époques de l'histoire, maquettes situées dans le petit musée de l'îlot de l'amirauté.

### Îlot de l'amirauté

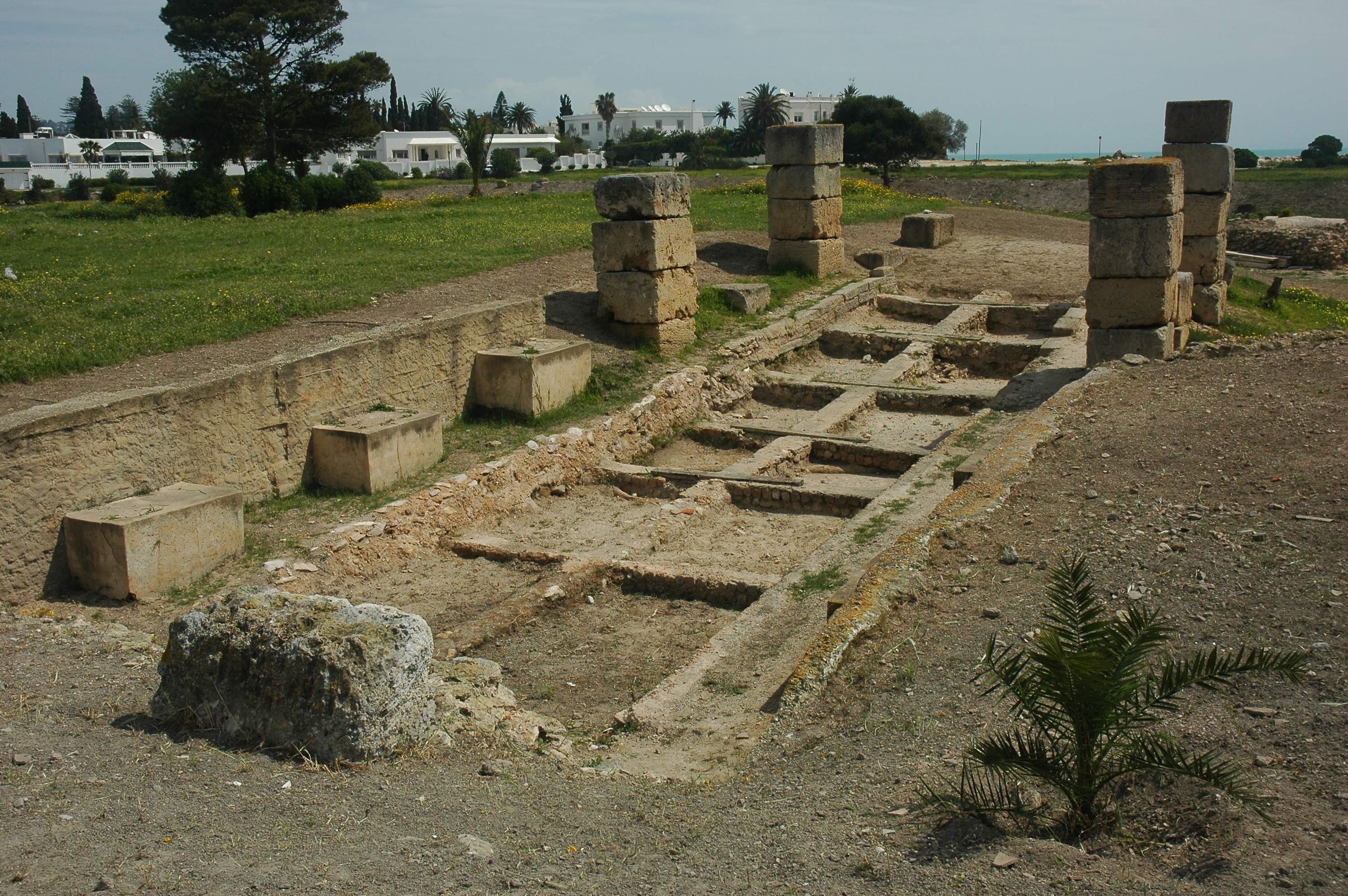
Cale de radoub.

À première vue, il est difficile d'identifier la lagune circulaire avec le port circulaire de l'ancienne Carthage, dont la flotte a fait trembler tout le bassin occidental de la Méditerranée.

Îlot de l'amirauté à l'époque punique selon des archéologues britanniques (1978).

A priori, on imagine mal comment 220 navires, dont des quinquérèmes (navires à cinq rangs de rameurs), auraient pu s'y abriter. Toutefois, les fouilles britanniques ont établi que la lagune circulaire était bien le port militaire; c'est sur l'îlot actuel que devait se situer le pavillon du navarque. Les quais puniques ont été retrouvés, particulièrement les rampes des cales de radoub ou d'hivernage qui avaient un sol de terre battue légèrement incliné. Ces cales sont sans doute les loges aménagées pour accueillir les navires à quai citées par Strabon.
Les traces archéologiques découvertes ont permis d'extrapoler les capacités d'accueil du site : 30 cales sur l'îlot circulaire et 135 à 140 cales sur le pourtour. Au total 160 à 170 cales, pouvant abriter autant de navires de guerre, ont été identifiées,. Au-dessus des cales de radoub se situaient également des espaces de stockage. Il a ainsi été supposé que deux rangées de navires pouvaient se tenir dans chaque cale. Enfin, au milieu de l'îlot circulaire, se situait un espace à ciel ouvert sur le côté duquel se situait une tour, vraisemblablement la tour du navarque mentionnée par Appien.
Il a été avancé que les cales devaient avoir surtout comme fonction celle de chantier naval, les navires ne nécessitant pas tous une intervention simultanée et les rassemblements ne devant avoir lieu que durant l'hiver.

### Port de commerce
Un canal reliait les ports militaire et commercial à l'entrée duquel, selon un autre texte d'Appien, un terre-plein permettait de stocker les marchandises. Une mission américaine a procédé à des fouilles et retrouvé une portion de quai datant de la seconde moitié du IIIe siècle av. J.-C. Les fouilles ont également révélé des installations portuaires comme des quais et des hangars qui se situaient autour du port de commerce.
Un chenal, le « quadrilatère de Falbe », du nom de l'archéologue danois du XIXe siècle qui l'observa pour la première fois, reliait le port à la mer en débouchant à proximité de l'avant-port qui communiquait avec le rempart maritime du IIe siècle av. J.-C. Une étude attentive a conduit à qualifier cet espace de terre-plein ou « chôma ». En lien avec le texte d'Appien, on peut sans doute reconnaître dans ce terre-plein l'espace de manœuvre, de déchargement et de stockage qui protégeait l'entrée de la passe des vents dominants. C'est peut-être sur ces lieux qu'ont pris pied les soldats romains lors de la troisième guerre punique, tête de pont à partir de laquelle partit l'assaut final sur la ville.

## Rôle des ports puniques

### Guerres puniques et chute de Carthage
Les ports de Carthage ont été par nature les points de départ des expéditions vers la Sicile puis des premières batailles de la première guerre punique. Ce conflit a vu une puissance essentiellement maritime comme Carthage affronter une puissance terrienne comme Rome, qui a fait ses premières armes sur mer en copiant la technologie punique, selon les dires de Polybe. Lors du second conflit, la puissance carthaginoise s'exerce davantage sur terre, ainsi qu'en témoigne l'épopée du général Hannibal Barca en Italie.
L'aménagement des ports dans leur état final, de par le coût que cela a représenté, a pu apparaître comme le témoignage d'une ambition renouvelée. Cet aménagement eut lieu alors que Carthage payait les annuités du tribut dû à Rome, selon les termes de la paix signée en 201 av. J.-C. à l'issue de la deuxième guerre punique, ce qui ulcéra sans doute le Sénat romain en le poussant à un bellicisme exacerbé,. Par ailleurs, le dynamisme de la cité punique était tel qu'elle continuait à s'enrichir, alors que les clauses du traité de paix étaient extrêmement dures. Elle finit de payer le tribut en 151 av. J.-C.. Rome exigea alors que la cité abandonne son site pour s'installer à 15 kilomètres de la mer, ce qui était inacceptable pour les élites carthaginoises et entraîna le déclenchement de la troisième guerre punique, qui se termina par la destruction de la ville.

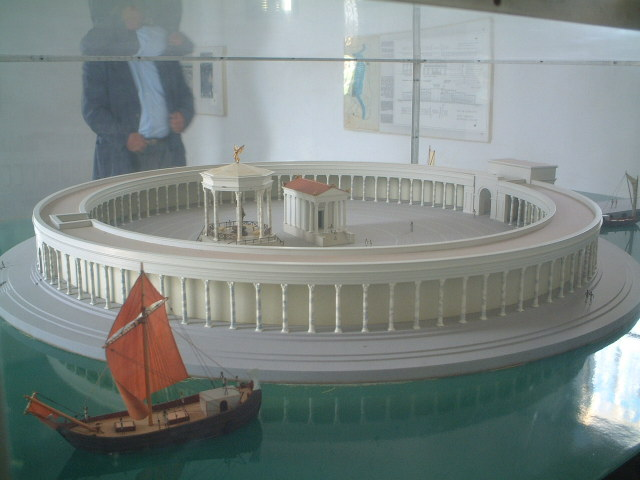
Îlot de l'amirauté à l'époque romaine.

Situés à l'extrémité sud, les ports étaient protégés par un dispositif de murailles sur le front de mer nettement plus léger que celui traversant l'isthme et regardant vers l'intérieur des terres. Dans l'esprit des Carthaginois, le danger ne pouvait pas venir de la mer, où leur puissance leur permettrait de repousser les velléités d'incursions. Or l'assaut final de Scipion Émilien partit du quartier des ports en 146 av. J.-C. : il s'empara du port militaire, à une encablure de l'agora, incendiant les docks du quai oriental du port de commerce à la veille de l'assaut final contre la colline de Byrsa,. Le site des ports subit finalement le même sort que le reste de la cité et fut réutilisé à l'époque de la colonie romaine.

### Site des ports à l'époque romaine
Le site de l'îlot de l'amirauté est occupé à l'époque romaine par une place publique cernée par une colonnade. Cet aménagement est daté du règne de Commode, lors de la constitution de la flotte dite classis commodiana en 186, confirmant le rôle du port dans la vie de la cité. Deux bâtiments dont un temple et un autre bâtiment octogonal à la destination incertaine s'élèvent alors sur la place.
Quant au port commercial, il conserve une activité mercantile, la Carthage romaine occupant une place fondamentale pour l'approvisionnement de Rome, en particulier dans le cadre du dispositif de distribution de l'annone. Toutefois, Carthage subit en 306 un tremblement de terre qui ravage surtout la zone littorale et à la suite duquel la ville a sans doute du mal à se relever, la topographie des lieux ayant changé. L'activité portuaire reprend toutefois peu à peu, les archéologues ayant retrouvé des traces d'aménagement de quais et de dallage du IVe siècle dans la zone de l'ancien port militaire. Ce renouveau relatif dure jusqu'à l'époque vandale, en s'étendant même à une installation aux abords du Kram afin de répondre aux besoins de débouchés d'un artisanat prospère. La destruction finale des installations portuaires a lieu lors de la conquête de la cité par Hassan Ibn Numan en 698.

## Tentative de synthèse

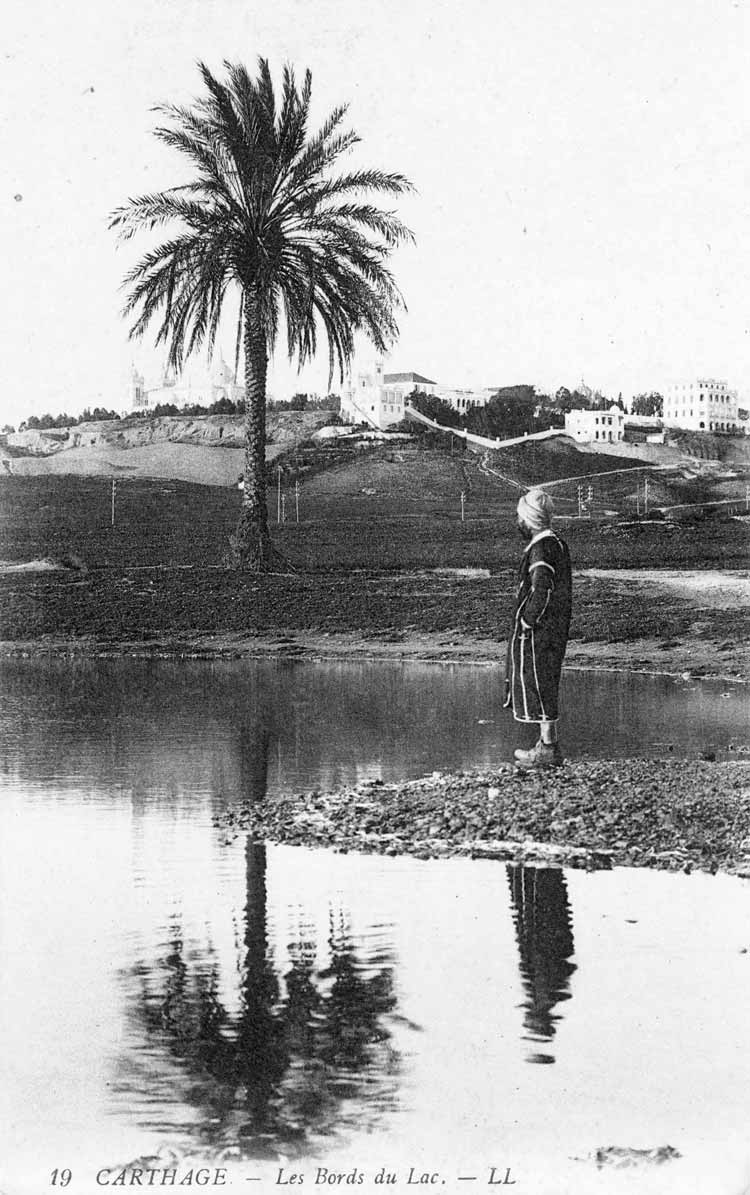
Carte postale du début du XXe siècle.

À partir du texte d'Appien et en s'appuyant sur les découvertes archéologiques successives, il est possible de déterminer l'emplacement principal des ports puniques sur le site des actuelles lagunes. En revanche, de nombreuses zones d'ombre demeurent quant à l'emplacement des activités portuaires plus anciennes. Pour sa part, Serge Lancel rapporte les propos de Cicéron, évoquant dans son De lege agraria (II, 32, 87) la destruction finale de la Carthage punique bien qu'elle fût « munie de remparts [et] entourée de ports ». Dans cette perspective, l'hypothèse de plusieurs emplacements fluctuant au cours de l'histoire de la cité serait renforcée, les évolutions dépendant notamment de l'orientation des vents. Hormis le site confirmé des lagunes, les diverses localisations identifiées comme possibles sont les suivantes :
- anse dite d'Amilcar[14] ;
- darses entre l'anse d'Amilcar et la colline de Bordj Djedid[15] ;
- anse proche de la zone actuelle des thermes d'Antonin appelée « quadrilatère de Roquefeuil »[D 1],[16].

Pour donner une idée plus précise de ce à quoi pouvaient ressembler les débarquements de marchandises caractéristiques du quotidien punique, les longues plages de La Marsa — ville située à une dizaine de kilomètres plus au nord — dépouillées et battues par les vents, semblent se rapprocher le plus de la topographie de la Carthage primitive.